# Сергиевка (Липецкая область)
Сергиевка — деревня в Задонском районе Липецкой области России. Входит в состав Кашарского сельсовета.

## Географическое положение
Деревня расположена на Среднерусской возвышенности, в южной части Липецкой области, в восточной части Задонского района, к востоку от реки Дон. Расстояние до районного центра (города Задонска) — 8 км. Абсолютная высота — 209 метров над уровнем моря. Ближайшие населённые пункты — деревня Проходня, деревня Весёлое, село Ржавец, село Черниговка, село Нечаевка, село Кашары. К северу от Сергиевки проходит автотрасса Р119.

## Население
| 2010 |
| ---- |
| 9    |

По данным Всероссийской переписи, в 2010 году численность населения деревни составляла 9 человек (6 мужчин и 3 женщины).

## Улицы
Уличная сеть деревни состоит из одной улицы (ул. Садовая).